# 三輪車

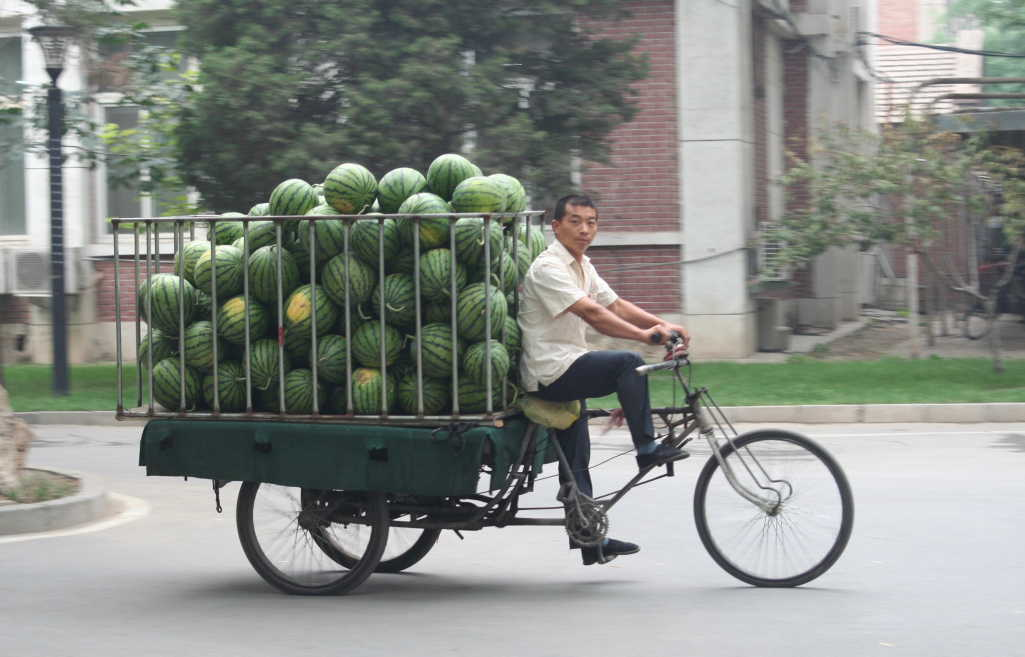
满载西瓜的人力三轮车

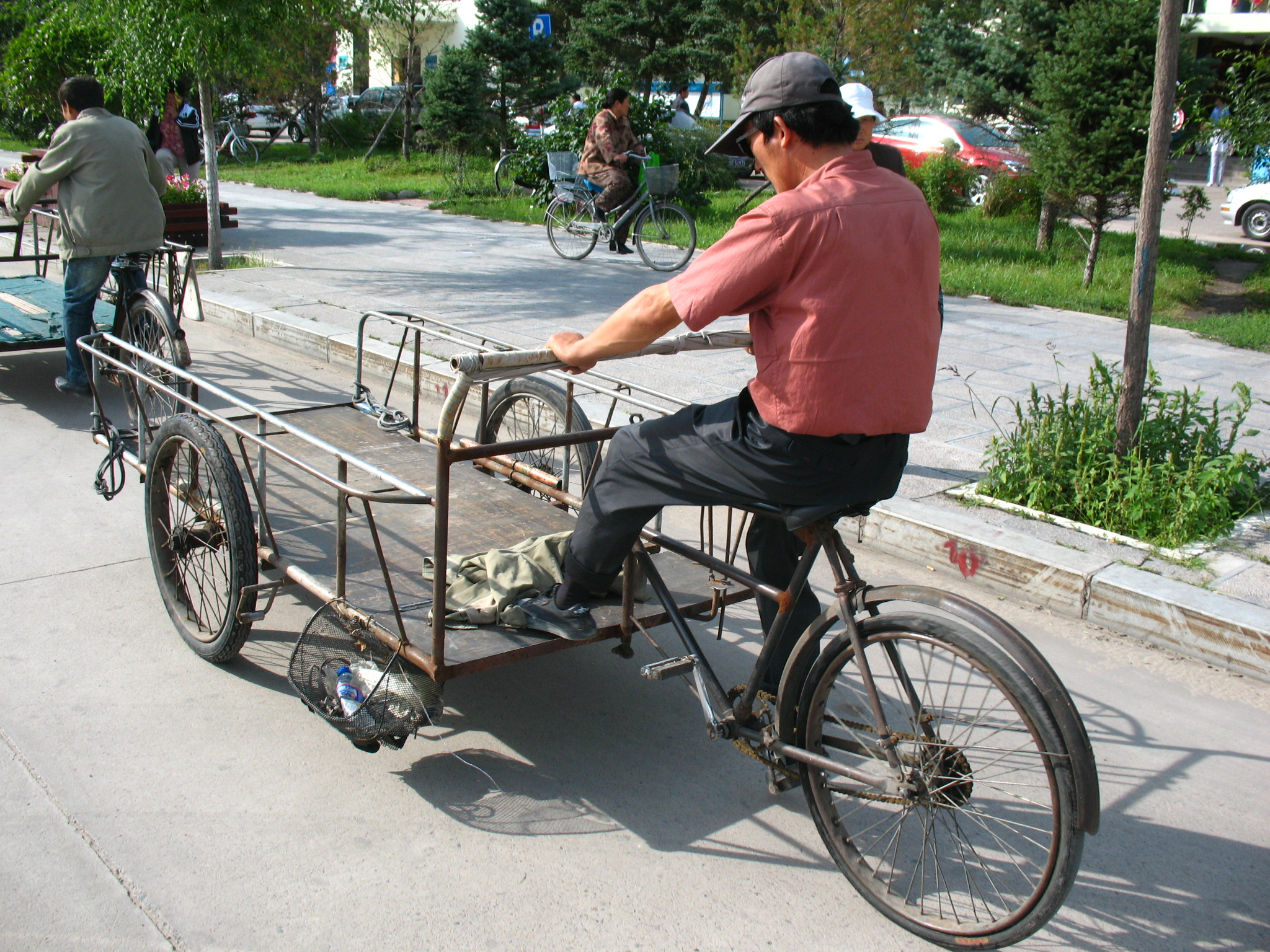
前載式三轮车

三轮车是一种由三个轮子组成的車輛，有驅動方式主要分有人力、燃油、電動三種。三轮车在中国大陸乃至東南亞乡村十分常见，主要用来运载货物，在城市亦可见到，但管制较为严格。

## 類型與組成
三輪車有前1輪後2輪的類型，稱作Delta、正三轮车；前2輪後1輪的類型，稱為倒三輪車、倒骑驴或蝌蚪；左右一側兩輪另一側一輪的類型，称为边车或边三轮；直排三輪的類型。
中国常见的載貨三轮车主要由车头及车身组成。车头通常包括一个控制方向的把手和、刹车以及一个座位，而车身一般可以用来载人或载物，常见的是用一块木板和铁条组成的载货区，或者是一个铁制的斗。由于它的结构，三轮车运行较为平稳，但限于该结构它的速度也通常不快。大部分的三轮车结构使人在前、舱在后，但也有车舱在前、人在后的前載式三轮车。
三轮车有人力三轮车和机动三轮车之分，在部分地区还存在有电动三轮车。机动与电动三轮车速度较快，但安全隐患亦同时增大。

## 载客问题

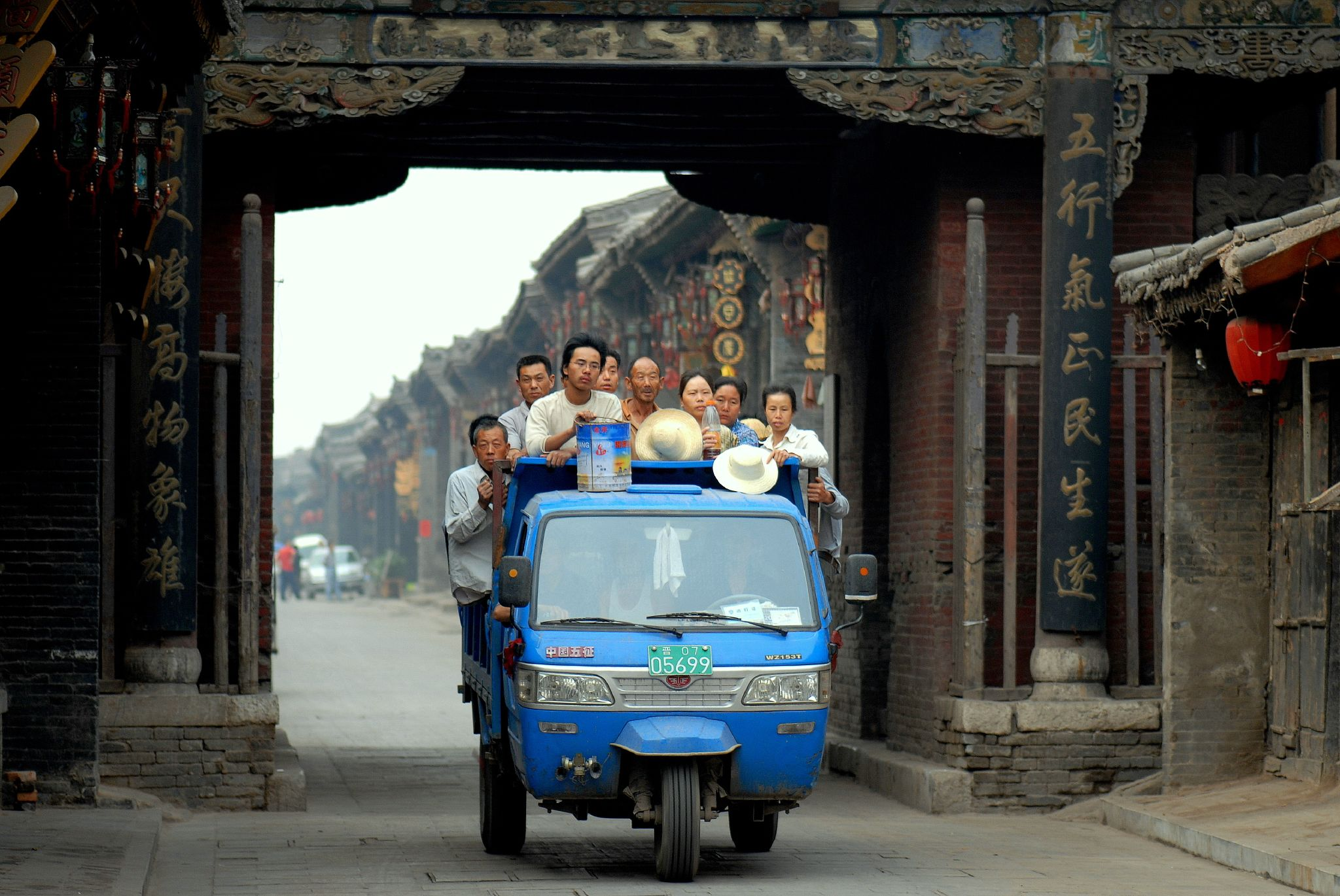
载人的农用三轮汽车

### 中國大陸
虽然在中国大陸三轮车主要应以货运为主，但实际上有不少三轮车直接或在改装后从事客运活动，大陸的很多大中城市在21世紀初期還允許客運人力三輪車之合法運營，北京土话称之为“三蹦子”，但逐漸都因“影響市容”而被禁止。由于乘坐三轮车通常价格低廉，且较为方便，所以仍旧有部分人选择以三轮车作为代步工具，因此，不少三轮车夫私下继续载客。
不过，在部分地区，三轮车经批准也可作为特色或普通载人交通工具，譬如北京胡同中观光用的三轮车，部份地區，如开封、曲阜、紹興等地仍允許普通客运三轮车合法運營。

### 臺灣
臺灣的三輪車有載貨用途的。亦有將二輪機車改裝，只限殘障人士使用的三輪車。民國104年以後開放一般民眾使用三輪車，道路上多一種前兩輪後一輪的到三輪機車。